# Печарська волость
Печарська волость — історична адміністративно-територіальна одиниця Брацлавського повіту Подільської губернії з центром у містечку Печара.
Станом на 1885 рік складалася з 15 поселень, 15 сільських громад. Населення — 13 287 осіб (6540 чоловічої статі та 6747 — жіночої), 1683 дворових господарства.
|                     | Площа, десятин | У тому числі орної, дес. |
| ------------------- | -------------- | ------------------------ |
| Сільських громад    | 9841           | 8723                     |
| Приватної власності | 17215          | 9218                     |
| Іншої власності     | 514            | 339                      |
| Загалом             | 27570          | 18280                    |

Основні поселення волості:
- Печара — колишнє власницьке містечко при річці Буг за 15 верст від повітового міста, 1173 особи, 202 дворових господарств, православна церква, католицька каплиця, єврейський молитовний будинок, школа, 4 постоялих двори, 6 постоялих будинків, 6 лавок, водяний млин, базари через 2 тижні. За 3 версти — винокурний завод.
- Бортники — колишнє власницьке село, 1797 осіб, 301 дворове господарство, православна церква, школа, постоялий будинок, водяний млин.
- Воробіївка — колишнє власницьке село при річці Буг, 649 осіб, 78 дворових господарств, православна церква, постоялий будинок, винокурний завод.
- Вишківці — колишнє власницьке село, 663 особи, 101 дворове господарство, православна церква, школа, постоялий будинок.
- Даньківка — колишнє власницьке село, 614 осіб, 111 дворових господарств, православна церква, постоялий будинок.
- Забужжя — колишнє власницьке село, 605 осіб, 78 дворових господарств, православна церква, постоялий будинок.
- Мала Бушинка — колишнє власницьке село при річці Буг, 268 осіб, 40 дворових господарств, православна церква.
- Мала Вулига — колишнє власницьке село, 1080 осіб, 182 дворових господарства, православна церква, постоялий будинок, водяний млин.
- Остапівці — колишнє власницьке село при річці Буг, 587 осіб, 106 дворових господарств, православна церква, постоялий будинок, водяний млин.
- Петрашівка — колишнє власницьке село, 534 особи, 74 дворових господарства, постоялий будинок.
- Рогізна — колишнє власницьке село при річці Буг, 1080 осіб, 151 дворове господарство, православна церква, постоялий двір, постоялий будинок, водяний млин, винокурний завод.
- Сокілець — колишнє власницьке село при річці Буг, 782 особи, 140 дворових господарств, православна церква, школа.
- Шолудьки — колишнє власницьке село при річці Буг, 250 осіб, 46 дворових господарств, православна церква.